# Shabacris robusta
Shabacris robusta är en insektsart som först beskrevs av Bouvy 1982.  Shabacris robusta ingår i släktet Shabacris och familjen gräshoppor. Inga underarter finns listade i Catalogue of Life.